# リューシカ・リューシカ
『リューシカ・リューシカ』は、安倍吉俊による日本の漫画作品。オールカラー。元々は作者が同人誌で発表していたオリジナル作品であったが、スクウェア・エニックスのウェブコミック配信サイト『ガンガンONLINE』で商業作品として2009年10月22日から2015年6月25日まで連載された。単行本には『ガンガンONLINE』掲載分と併せて、同人で発表された作品も『ex』として掲載されている。
豊かな想像力と旺盛な好奇心を併せ持つ少女・リューシカの目を通して、日常の中に潜む様々な不思議を巡る冒険を描く。

## 登場人物
リューシカ
主人公。カチューシャ状に結んだリボンがトレードマークの少女。本名は栢橋 龍鹿（かやはし きみか）だが、本編中で本名を呼ばれることはあまり無く、呼ばれてもリューシカと呼ばせたがる。豊かな想像力と旺盛な好奇心を併せ持ち、時には姉と兄を巻き込みながら日常の中に様々な不思議を見出して騒動を巻き起こす。ラーメンが好き。
あーねーちゃん
リューシカの姉。大学生。本名は有希子（ゆきこ）だが、リューシカは有希子から何度注意されても「あーねーちゃん」と呼んでいる。リューシカとは年齢にかなりの開きがあり、悪戯盛りなリューシカにいつも振り回されている。虫が苦手。おおざっぱな性格。
アニー
リューシカの兄。中学2年生。本名は賢（まさる）だが、姉の有希子と同様にリューシカは何度注意されても「アニー」と呼んでいる。ゲームが好き。「はむぞう」という名前のエボシカメレオンを飼っている。
七海鹿（なみか）
リューシカの母。多忙のため不在がち。リューシカからは「まー」と呼ばれている。理由は「まは、いっこでいいよ」とのこと。
龍夫（たつお）
リューシカの父。眼鏡をかけている。リューシカからは「ぱー」と呼ばれているが、あまり快くは思ってはいない。ただし「ぱー」という呼び方に悪意はない。
猫矢 隅子（ねこや すみこ）
リューシカの隣の家に住んでいる女の子。黒色のおさげ髪をしている。リューシカには名前を覚えられておらず、「ねこやすみさん」など適当な名で呼ばれる。面倒くさがり屋な性格だがリューシカの遊びに付き合うなど優しい面もある。

## 単行本
- 安倍吉俊 『リューシカ・リューシカ』 スクウェア・エニックス〈ガンガンコミックスONLINE〉、全10巻
  1. 2010年6月23日初版 ISBN 978-4-7575-2908-3
  2. 2011年5月21日初版 ISBN 978-4-7575-3231-1
  3. 2011年11月22日初版 ISBN 978-4-7575-3415-5
  4. 2012年3月22日初版 ISBN 978-4-7575-3524-4
  5. 2012年10月22日初版 ISBN 978-4-7575-3730-9
  6. 2013年4月22日初版 ISBN 978-4-7575-3941-9
  7. 2013年9月21日初版 ISBN 978-4-7575-4063-7
  8. 2014年4月22日初版 ISBN 978-4-7575-4244-0
  9. 2015年3月20日初版 ISBN 978-4-7575-4445-1
  10. 2015年8月22日初版 ISBN 978-4-7575-4712-4